# Sue Burke
Œuvres principales
- Semiosis
- Interference

Susan Carol Burke, plus connue sous le nom de Sue Burke, née le 21 juin 1955, est une écrivaine, traductrice, journaliste et éditrice américaine. Elle a écrit le roman de science-fiction Semiosis, remarqué par la critique, et sa suite Interference. Elle a également traduit en anglais Prodigios, d'Angélica Gorodischer, autrice argentine de science-fiction et de fantasy.

## Biographie
Susan Carol Burke a grandi à Milwaukee dans le Wisconsin et a fréquenté l'Université du Wisconsin. Elle a déménagé avec son mari, un homme d'affaires trilingue, à Madrid, en Espagne, en décembre 1999 , puis à Chicago en juillet 2016.

## Œuvre
Semiosis, qualifié de « roman fouillé et savant », évoque la colonisation d'une exoplanète, Pax, par des humains envoyés là-bas pour y recréer la vie. L'autrice y évoque la survie des colons et propose un « voyage formidable au cœur de la faune et la flore d’une planète lointaine ». Le roman, qui fait la part belle notamment à la botanique, a été décrit comme un « bel essai de réflexion sur notre rapport à la nature, aux anciens et aux autres espèces ». 

## Œuvres

### SérieSemiosis
1. Semiosis, Albin Michel, coll. « Imaginaire », 2019 ((en) Semiosis, Tor Books, 2018), trad. Florence Bury, 448 p.  (ISBN 978-2-226-43888-1)Réédition, Le Livre de poche, coll. « Imaginaire » no 36345, 2022, 528 p. (ISBN 978-2-253-10713-2)
2. (en) Interference, Tor Books, 2019
3. (en) Usurpation, Tor Books, 2024

### Romans indépendants
- (en) Immunity Index, Tor Books, 2021[6]
- (en) Dual Memory, Tor Books, 2023

### Nouvelles
- (en) Who Won the Battle of Arsia Mons?, 2017
- (en) Life from the Sky, 2018

### Traductions
- Amadis of Gaul Book I (janvier 2012, BurglarHouse Books) - traduction de l'espagnol d'Amadís de Gaula (1508) par Garci Rodríguez de Montalvo
- Prodigies (2015, Small Beer Press), traduction de Prodigios par Angelica Gorodischer
- Confusion of Confusions (décembre 2016, Comisión Nacional del Mercado de Valores ) - traduction de l'espagnol de Confusión de Confusiones (1688) par Joseph de la Vega
- Amadis of Gaul Book II (septembre 2017, BurglarHouse Books) - traduction de l'espagnol d'Amadís de Gaula (1508) par Garci Rodríguez de Montalvo
- Amadis of Gaul Book III (janvier 2018, BurglarHouse Books) - traduction de l'espagnol d'Amadís de Gaula (1508) par Garci Rodríguez de Montalvo
- Canción Antigua - An Old Song: Anthology of Poems (avril 2018) - avec Christian Law, traduction de l'espagnol de poèmes de Vicente Núñez
- Amadis of Gaul Book IV (novembre 2018, BurglarHouse Books) - traduction de l'espagnol d'Amadís de Gaula (1508) par Garci Rodríguez de Montalvo

## Prix et distinctions
- En 2017, Burke a reçu le Alicia Gordon Award de l'American Translators Association pour sa traduction en anglais d'un extrait de Confusión de confusiones de Joseph de la Vega, écrit en espagnol en 1688[7]. Le livre, toute première analyse des marchés boursiers, était une commande de Bolsas y Mercados Españoles[1].
- En 2020, Semiosis faisait partie de la sélection du prix Julia-Verlanger[8]